# Barleria orbicularis
Barleria orbicularis là một loài thực vật có hoa trong họ Ô rô. Loài này được Hochst. ex T.Anderson mô tả khoa học đầu tiên năm 1864.